# Tournelon Blanc
Il Tournelon Blanc (3.702 m s.l.m.) è una montagna del Gruppo del Grand Combin nelle Alpi Pennine.

## Descrizione
Si trova nel Canton Vallese, è collocato a nord del Grand Combin tra il Lago di Mauvoisin ed il Ghiacciaio di Corbassière.